# Graviera Agrafon
Graviera Agrafon (Γραβιέρα Αγράφων en griego) es un queso griego con denominación de origen protegida a europeo. «Graviera» es un nombre genérico de un tipo de queso tradicionalmente elaborado sólo con leche de oveja, aunque actualmente se permite con mezcla de otras leches. Los gravieras son de textura dura y color amarillento. Grecia ha obtenido el reconocimiento como DOP de varios gravieras. El Graviera Agrafon es realizado por productores de la prefectura de Karditsa.